# Divisões administrativas da Alemanha Nazista

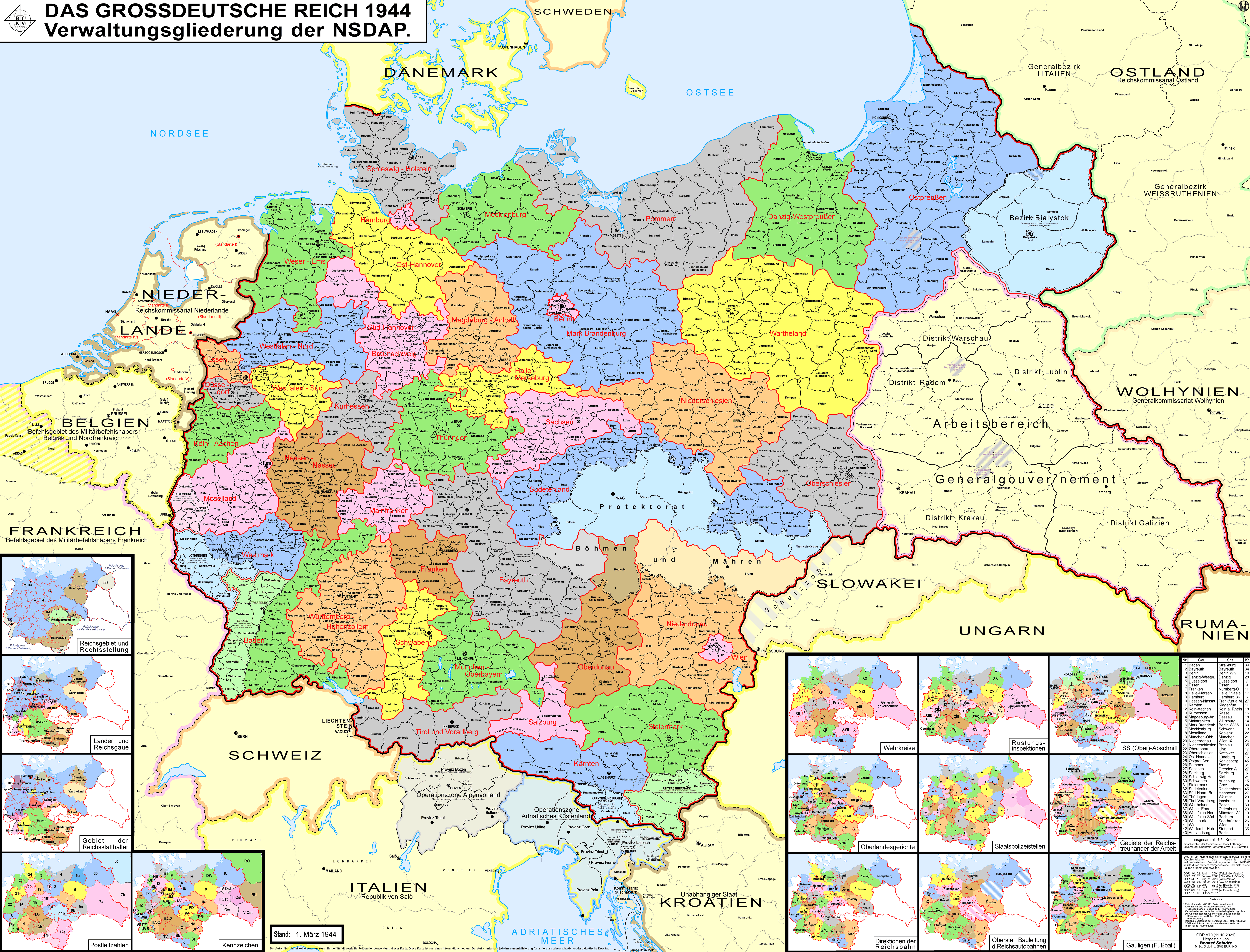
Divisões administrativas de facto da Alemanha Nazista em 1944.

Os Gaue (singular: Gau) foram as principais divisões administrativas da Alemanha Nazista de 1934 a 1945.
Os Gaue foram formados em 1926 como distritos regionais do Partido Nazista na República de Weimar com base nas mudanças territoriais após a Primeira Guerra Mundial . O sistema Gau foi estabelecido em 1934 como parte do processo Gleichschaltung, substituindo o sistema de jure dos Länder (estados) e das províncias prussianas, que não tinham finalidade administrativa desde a Lei de Concessão de Plenos Poderes de 1933 e foram reduzidos a órgãos rudimentares. Cada Gau era chefiado por um líder administrativo, o Gauleiter, um alto funcionário do Partido Nazista com poderes quase autocráticos.

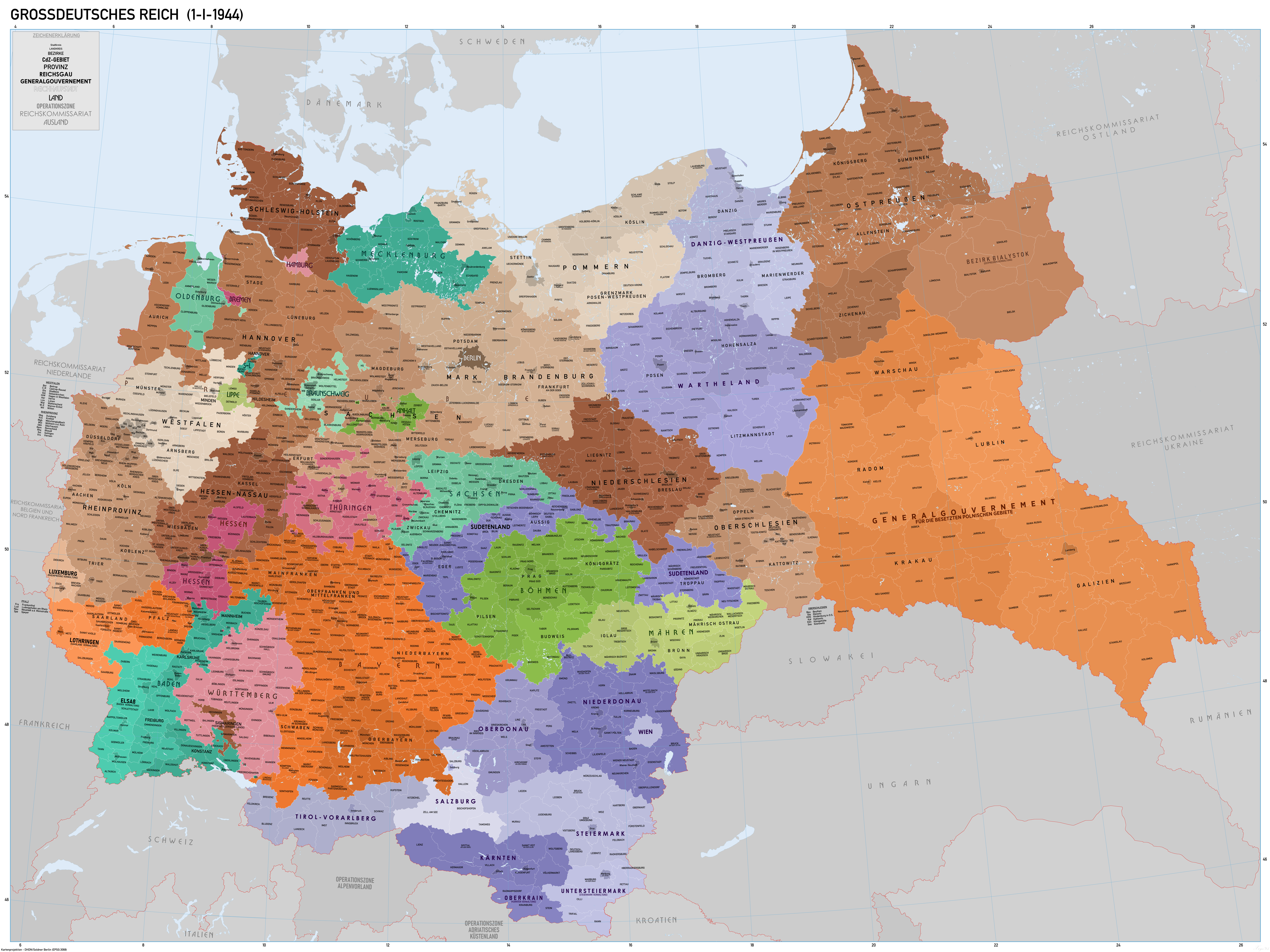
Divisões administrativas de jure da Alemanha Nazista em 1944

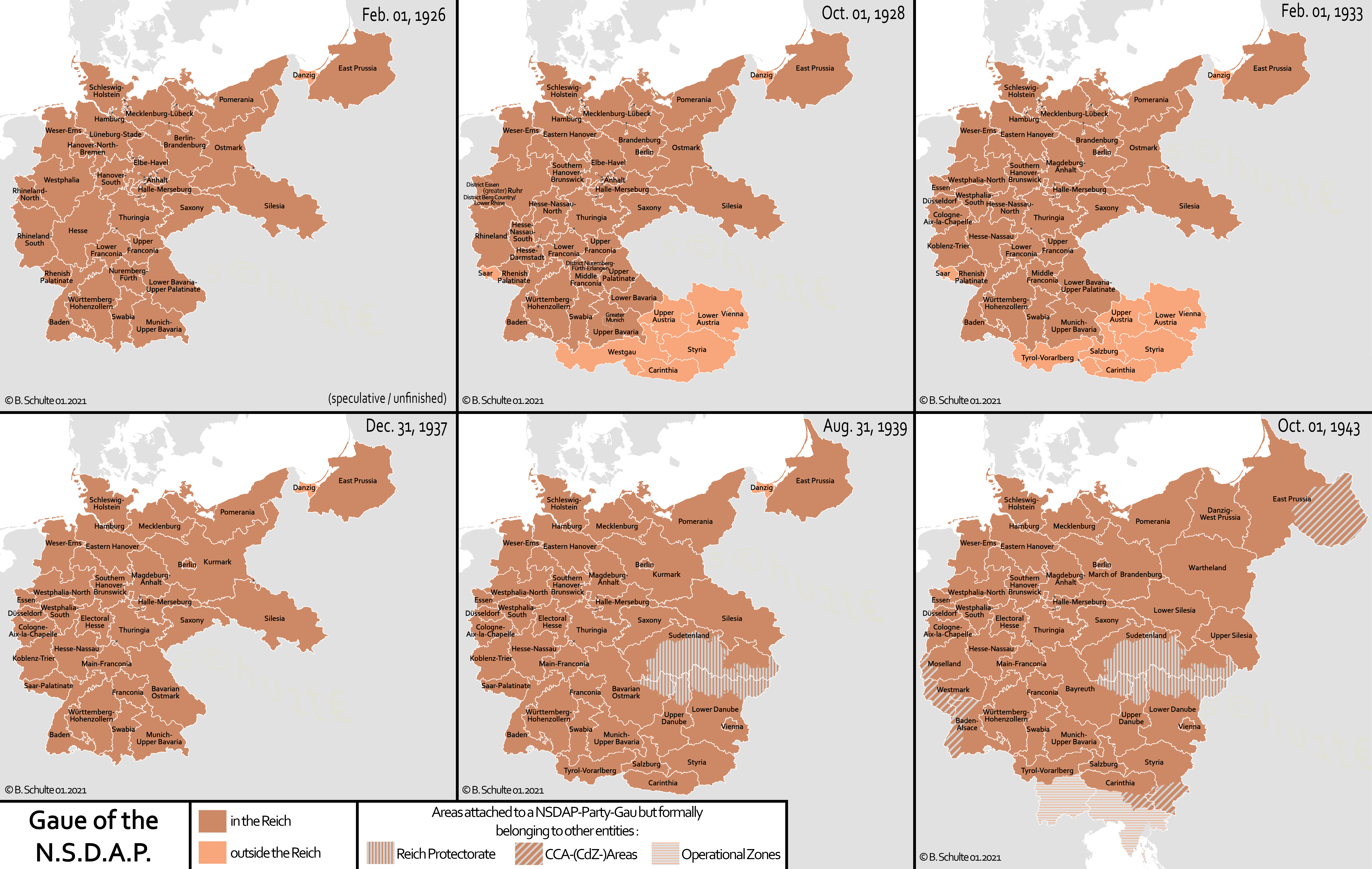
Gaue do Partido Nazista em 1926, 1928, 1933, 1937, 1939 e 1943

A Alemanha consistia em 32 Gaue em 1934, eventualmente atingindo o pico em 42 Gaue com regiões ocupadas em 1938 até o início de 1939 (Áustria, Sudetos, Memelland) e conquistadas durante a Segunda Guerra Mundial incorporadas ao Gaue existente ou organizadas como Reichsgaue, um tipo especial de Gau onde o Gauleiter também ocupava o cargo de Reichsstatthalter. O sistema Gaue foi dissolvido em 8 de maio de 1945, após a rendição da Alemanha Nazista.

## Etimologia
Gau é um termo germânico arcaico para uma região dentro de um país, muitas vezes uma província antiga ou real, e usado na época medieval como correspondendo aproximadamente a um condado inglês. O termo foi revivido pelo Partido Nazista na década de 1920 como o nome dado às associações regionais do partido na República de Weimar, baseadas principalmente em linhas estaduais e distritais.

## Gaue,ReichsgaueeLänder
O Gaue existiu paralelamente aos estados alemães, aos Länder e às províncias prussianas durante todo o período nazista. Pro forma, as divisões administrativas da Alemanha de Weimar foram mantidas. O plano para abolir os Länder foi finalmente abandonado porque Hitler se afastou das reformas estruturais, a chamada Reforma do Reich, temendo que isso perturbasse os líderes locais do partido. Pela mesma razão, as fronteiras do Gaue permaneceram inalteradas dentro da Alemanha durante todo este tempo. O Gaue só foi ampliado através da adição de territórios ocupados depois de 1938. Embora os Länder continuassem a existir, o verdadeiro poder a nível local residia nos Gauleiters, e não nos Ministros-Presidentes dos estados alemães. Os Gauleiters foram nomeados diretamente por Hitler e respondiam apenas perante ele. Na prática, a interferência vinda de cima era rara e o seu poder quase absoluto.

### Gauefundados em 1934
| Gau                      | Sede                       | Notas |
| ------------------------ | -------------------------- | --- |
| Baden                    | Karlsruhe                  | Formado no estado de Baden; em 1940-45, o Gau incluiu os antigos departamentos franceses de Baixo Reno e Alto Reno e foi renomeado como Baden-Elsaß                                                                                 |
| Bayreuth                 | Bayreuth                   | Formado na parte oriental do estado da Baviera; originalmente chamado Bayrische Ostmark, renomeado Gau Bayreuth em 1942; também incorporou partes da Tchecoslováquia a partir de 1938                                               |
| Köln-Aachen              | Colônia                    | Formado na parte centro-norte da Província do Reno |
| Düsseldorf               | Düsseldorf                 | Formado na metade norte da Província do Reno |
| Ostpreußen               | Königsberg                 | Formado na Província da Prússia Oriental; de 1939 também incluiu territórios anexados da Polônia |
| Ost-Hannover             | Lüneburg                   | Formado nas partes norte, central e oriental da Província de Hanôver |
| Kurhessen                | Kassel                     | Formado na metade norte da Província de Hesse-Nassau |
| Essen                    | Essen                      | Formado no extremo norte da Província do Reno |
| Franken                  | Nuremberga                 | Formado na parte central do estado da Baviera |
| Groß-Berlin              | Berlim                     | Formado na Província de Grande Berlim |
| Halle-Merseburg          | Halle                      | Formado na metade sul da Província da Saxônia |
| Hamburg                  | Hamburgo                   | Formada a partir da Cidade Hanseática Livre de Hamburgo |
| Hessen-Nassau            | Frankfurt am Main          | Formado a partir do Estado Popular de Hesse e da metade sul da Província de Hesse-Nassau |
| Koblenz-Trier            | Koblenz                    | Formado na metade sul da Província do Reno; renomeado Gau Moselland em 1942, após a incorporação do anteriormente independente país de Luxemburgo                                                                                   |
| Magdeburg-Anhalt         | Dessau                     | Formado a partir do Estado Livre de Anhalt e da metade norte da Província da Saxônia |
| Mainfranken              | Würzburg                   | Formado na parte noroeste do estado da Baviera |
| Mark Brandenburg         | Berlim                     | Formado na Província de Brandemburgo |
| Mecklenburg              | Schwerin                   | Formado a partir do Estado Livre de Mecklenburg-Strelitz e do Estado Livre de Mecklenburg-Schwerin |
| München-Oberbayern       | Munique                    | Formado na parte sudeste do estado da Baviera |
| Pommern                  | Stettin                    | Formado a partir da Província da Pomerânia |
| Saarpfalz                | Neustadt an der Weinstraße | Formado pelo Palatinado da Baviera e pelo Sarre da Prússia; renomeado Gau Westmark em 1940 após a incooperação de partes da Lorena                                                                                                  |
| Sachsen                  | Dresden                    | Formado a partir do estado da Saxônia |
| Schleswig-Holstein       | Kiel                       | Formada a partir da Província de Schleswig-Holstein, da Cidade Livre de Lübeck e do território pertencente ao Estado Livre de Oldenburg                                                                                             |
| Schlesien                | Breslau                    | Formado a partir das Províncias da Alta Silésia (com partes da Polônia anexadas desde 1939) e da Baixa Silésia. Em 1938 as províncias também foram unidas numa só; em 1941, tanto a província quanto o Gau foram divididos em dois. |
| Südhannover-Braunschweig | Hanover                    | Formado a partir do Estado Livre de Brunswick e das partes sul e oeste da Província de Hanôver |
| Schwaben                 | Augsburg                   | Formado na parte sudoeste do estado da Baviera |
| Thüringen                | Weimar                     | Formado a partir do estado da Turíngia e território adjacente da Província da Saxônia |
| Weser-Ems                | Oldenburg                  | Formada a partir do Estado Livre de Oldenburg (excluindo territórios periféricos), da Cidade Livre Hanseática Estatal de Bremen e do extremo oeste da Província de Hanôver.                                                         |
| Westfalen-Nord           | Münster                    | Formado a partir do Estado Livre de Lippe, do Estado Livre de Schaumburg-Lippe e da metade norte da Província de Vestfália |
| Westfalen-Süd            | Dortmund                   | Formado na metade sul da Província de Vestfália |
| Württemberg-Hohenzollern | Stuttgart                  | Formado a partir do Estado Popular Livre de Württemberg e da Província de Hohenzollern |

### Reichsgauefundados na década de 1930
Novos Reichsgaue foram estabelecidos após o Anschluss da Áustria e a incorporação dos Sudetos após o Acordo de Munique. As partes do sul da Tchecoslováquia também conquistadas pelo Acordo de Munique não foram integradas ao Reichsgau Sudetenland, mas incorporadas ao norte do Reichsgaue da antiga Áustria.
| Reichsgau        | Sede               | Notas |
| ---------------- | ------------------ | --- |
| Kärnten          | Klagenfurt         | Formado a partir do antigo estado federal austríaco da Caríntia e do Tirol Oriental, incluído a partir de 1941 à Alta Carníola (em alemão: Oberkrain), Eslovênia |
| Niederdonau      | Krems an der Donau | Formado a partir do antigo estado federal austríaco de Niederösterreich e do norte de Burgenland; incluídas a partir de 1939 estavam partes do sul da Morávia. Em 1943, Hitler visitou o Gau e disse ao Gauleiter Hugo Jury que a capital seria Brünn (Brno) num futuro próximo. |
| Salzburg         | Salzburg           | Formado a partir do antigo estado federal austríaco de Salzburgo |
| Steiermark       | Graz               | Formado a partir do antigo estado federal austríaco da Estíria e da parte sul de Burgenland; incluída a partir de 1941 foi a Baixa Estíria, na Eslovênia. |
| Sudetenland      | Reichenberg        | Formado a partir das partes predominantemente de língua alemã da Tchecoslováquia que foram cedidas à Alemanha após o Acordo de Munique |
| Tirol-Vorarlberg | Innsbruck          | Formado a partir do antigo estado federal austríaco de Vorarlberg e da parte norte do Tirol |
| Oberdonau        | Linz               | Formado a partir do antigo estado federal austríaco de Oberösterreich e Ausseerland, uma parte da Estíria; incluídas a partir de 1939 estavam partes do sul da Boêmia |
| Wien             | Viena              | Formado a partir do antigo estado federal austríaco de Viena e partes vizinhas da antiga Niederösterreich |

### Reichsgaue estabelecidos durante a Segunda Guerra Mundial
Dos territórios anexados da Polônia e da Cidade Livre de Danzigue em 1939, foram criados o Reichsgau Wartheland e o Reichsgau Danzig-Westpreußen. Os territórios anexados da Polônia pré-guerra que não faziam parte desses dois Reichsgaue foram incorporados aos Gaue vizinhos, Prússia Oriental e Silésia. O Grão-Ducado de Luxemburgo, bem como a Alsácia-Lorena, anexados da França pré-guerra em 1940, foram anexados à fronteira sudoeste da Alemanha Nazista.
| Reichsgau          | Sede   | Notas |
| ------------------ | ------ | --- |
| Danzig–Westpreußen | Danzig | Formado na Cidade Livre de Danzigue e na região polonesa da Voivodia da Pomerânia, ambas ocupadas pela Alemanha em 1939, bem como no governadorado alemão pré-1939 da Prússia Ocidental, dentro da então Prússia Oriental.                |
| Wartheland         | Posen  | Formada principalmente na região polonesa da Voivodia de Poznań e incorporou áreas das voivodias vizinhas após a ocupação alemã da Polônia. Chamado de Reichsgau Posen até janeiro de 1940, quando foi renomeado para Warthe (Rio Varta). |

### Auslandsgau
Havia também uma organização extraterritorial chamada Auslands, para membros do partido no exterior. Sua sede ficava em Berlim. Este Auslandsgau foi considerado o 43º Gau da Alemanha Nazista.

## Zonas Operacionais
Após a derrubada de Benito Mussolini, o governo italiano iniciou secretamente negociações com os Aliados sobre a mudança de lado da Itália para o campo Aliado. Em retaliação, os alemães ocuparam grandes partes da Itália, libertaram Mussolini e reinstalaram-no como governante fantoche de um novo estado fascista nas partes que foram ocupadas pelo exército alemão. Embora oficialmente no controle de todas as áreas controladas pela antiga Itália Fascista, grandes partes no nordeste localizadas entre a Suíça e o Adriático foram reorganizadas como Zonas Operacionais (Operationszonen). Estes foram anexados informalmente pela Alemanha e anexados ao adjacente Gaue do Reich. Havia duas dessas zonas operacionais:
| Operationszonen                               | Sede    | Notas |
| --------------------------------------------- | ------- | --- |
| Operationszone Adriatisches Küstenland (OZAK) | Trieste | Formado a partir das áreas ocupadas pelos italianos da Eslovênia iugoslava, da Península da Ístria, das províncias de Rijeka (Fiume), Friuli e Gorizia. Anexado (não incorporado) ao Reichsgau da Caríntia. |
| Operationszone Alpenvorland (OZAV)            | Bozen   | Formado a partir do antigo Tirol do Sul, do Trentino italiano e de partes menores adjacentes do nordeste da Itália. Anexado (não incorporado) ao Reichsgau do Tirol-Vorarlberg.                             |

Num despacho suplementar do OKW datado de 10 de Setembro de 1943, Hitler decreta o estabelecimento de novas Zonas Operacionais no Norte de Itália, que se estenderiam até à fronteira francesa. Ao contrário de Alpenvorland e Küstenland, estas zonas não recebiam imediatamente altos comissários (oberster kommissar) como conselheiros civis, mas eram regiões militares onde o comandante deveria exercer o poder em nome do Grupo de Exércitos B. A zona de operação Nordwest-Alpen (Alpes do Noroeste) ou Schweizer Grenze (Fronteira Suíça) estava localizada entre o Passo do Stelvio e o Monte Rosa e deveria conter inteiramente as províncias italianas de Sondrio e Como e partes das províncias de Brescia, Varese, Novara e Vercelli. A zona de Französische Grenze (Fronteira Francesa) abrangeria áreas a oeste de Monte Rosa e incorporaria a província de Aosta e uma parte da província de Turim, e presumivelmente também as províncias de Cuneo e Imperia.

## Governo Geral

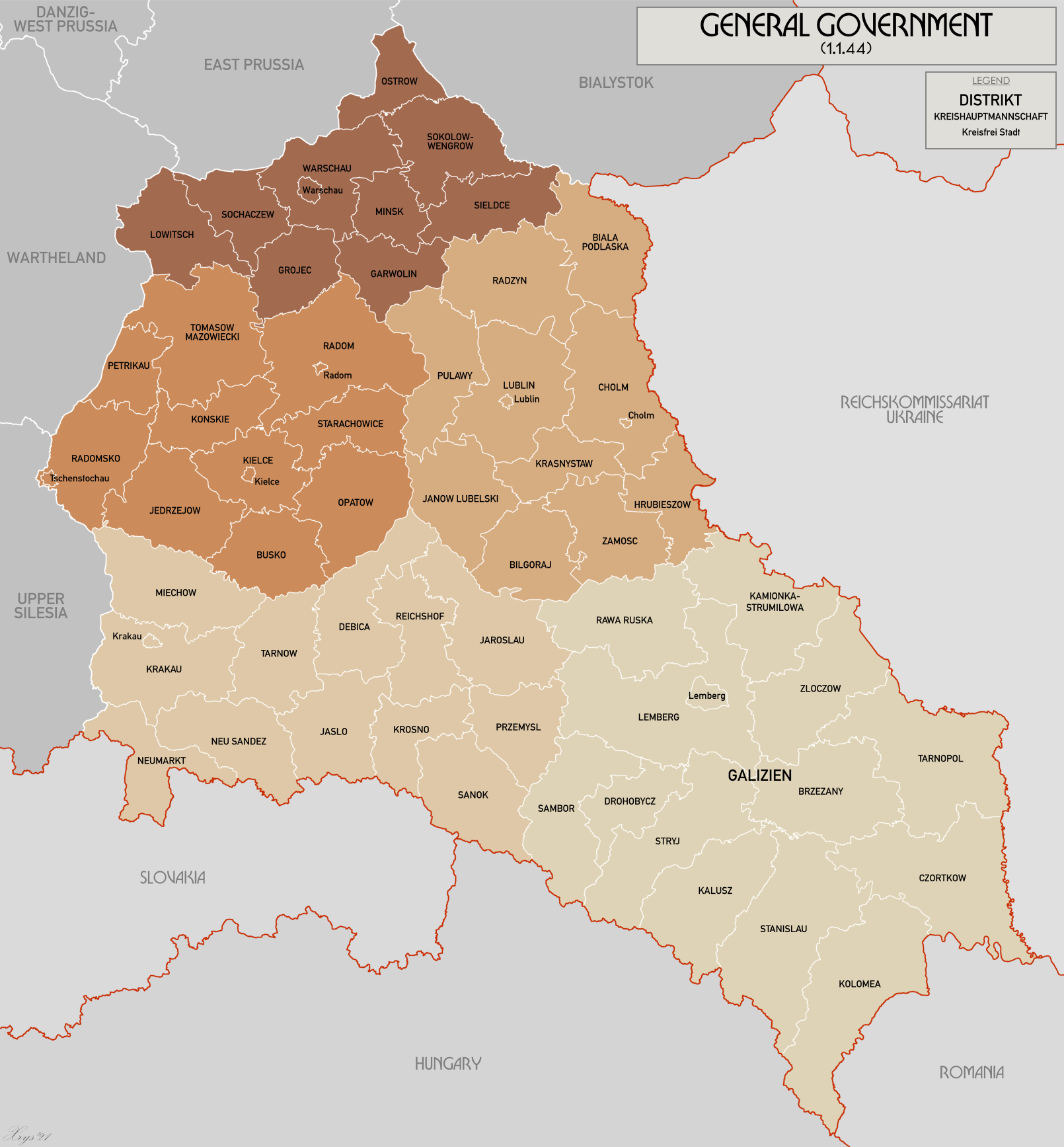
O Governo Geral em agosto de 1941

Em 12 de outubro de 1939, Hitler assinou um decreto declarando que os territórios polacos ocupados pelos alemães seriam assumidos pelo governador dos territórios polacos ocupados, que finalmente entrou em vigor em 26 de outubro.
Em 22 de julho de 1941, após a invasão alemã da União Soviética e a ocupação do Leste da Galiza, Hitler assinou um decreto declarando que a região seria assumida pelo governador da Polônia a partir do meio-dia de 1 de agosto.
Embora teoricamente fora dos limites do Reich propriamente dito, foi considerada parte da Grande Alemanha pelos oficiais nazistas como uma região "autônoma" (ou seja, não diretamente subordinada ao governo de Berlim).
Por sua vez, foi subdividido em quatro Distrikte (distritos):
- Distrikt Krakau;
- Distrikt Warschau;
- Distrikt Lublin;
- Distrikt Radom.

Após a invasão da União Soviética em 1941, foi adicionado um quinto distrito, criado a partir dos antigos territórios da Galícia austríaca:
- Distrikt Galizien.[10]

## Protetorado da Boêmia e Morávia

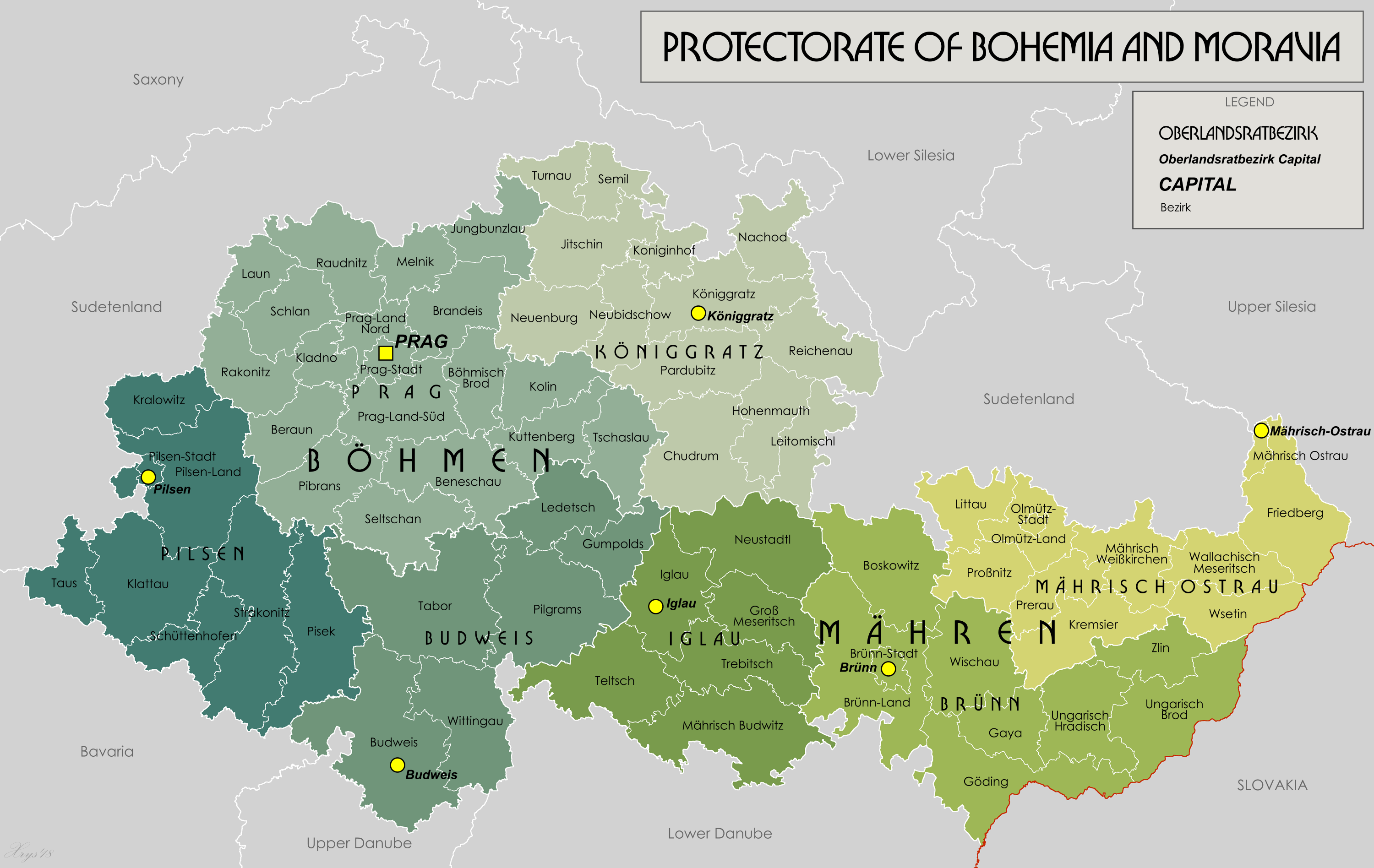
Distrito governamental dentro do protetorado

Em 16 de março de 1939, Hitler assinou um decreto declarando que os territórios da Tchecoslováquia ocupados pelos alemães (a área ocupada incluía a Boêmia e a Morávia) seriam incorporados à Alemanha e protegidos pela Alemanha como o Protetorado da Boêmia e da Morávia.
Duas estruturas distintas para a sua administração territorial existiam dentro do protetorado. O Protetorado foi oficialmente dividido em dois Länder (terras): Boêmia e Morávia, que por sua vez foram subdivididos em várias unidades menores. O Partido Nazista implementou uma forma de organização completamente diferente, estabelecendo quatro distritos partidários separados na área e subordinando-os organizacionalmente aos arredores de Gaue e Reichsgaue: Sudetos, Bayreuth (Bayerische Ostmark), Baixo Danúbio e Alto Danúbio. Estes dois métodos continuaram a coexistir no protetorado durante toda a sua existência.

## Distritos futuros planejados
O governo nazista perseguiu e praticou abertamente um expansionismo territorial agressivo, pretendendo ampliar ainda mais a já bastante aumentada base territorial do estado alemão. Em antecipação a estes esperados futuros alargamentos territoriais, potenciais novos distritos foram longamente teorizados por ideólogos nazis, funcionários do governo e departamentos de planeamento territorial. Essas expansões deveriam ocorrer de duas maneiras distintas:

### Expansão territorial para a Europa Oriental
Para expandir o Lebensraum do povo alemão, pretendia-se que as populações eslavas da Europa Oriental fossem exterminadas através de um processo combinado de extermínio, expulsão, fome e escravização que iria efectivamente germanizar estes territórios a longo prazo. Os escritórios raciais nazistas planejaram que a colonização com povos germânicos desses territórios orientais conquistados ocorreria mais intensamente nos três chamados Siedlungsmarken (marcas de assentamento) ou Reichsmarken de Ingermannland (Íngria), na área de Memel - Narew e no sul da Ucrânia e a Crimeia. Este último deveria ser recentemente reorganizado como Gotengau (Gau dos Godos), em homenagem aos Godos da Crimeia que em determinado momento ali viveram. Dos países bálticos, Peipusland foi proposto como nome substituto para a Estónia, e Dünaland para a Letónia.

Numa conferência em 16 de julho de 1941, discutindo a futura organização dos territórios soviéticos conquistados, Hitler declarou sua intenção de transformar não apenas as áreas mencionadas acima, mas também toda a região do Báltico (Reichskommissariat Ostland), a colônia alemã do Volga e Baku. distrito em futuros Reichsgebieten (territórios do Reich). Em 3 de novembro de 1941, ele também elaborou o aspecto toponímico da germanização do Oriente:
Nos territórios orientais eu irei substituir os nomes geográficos de eslavas por nomes de alemão. A Crimeia poderia, por exemplo, ser chamada de Gotenland. [...] Precisamos de nomes que confirmem nossos direitos que remontam a dois mil anos.

— Adolf Hitler

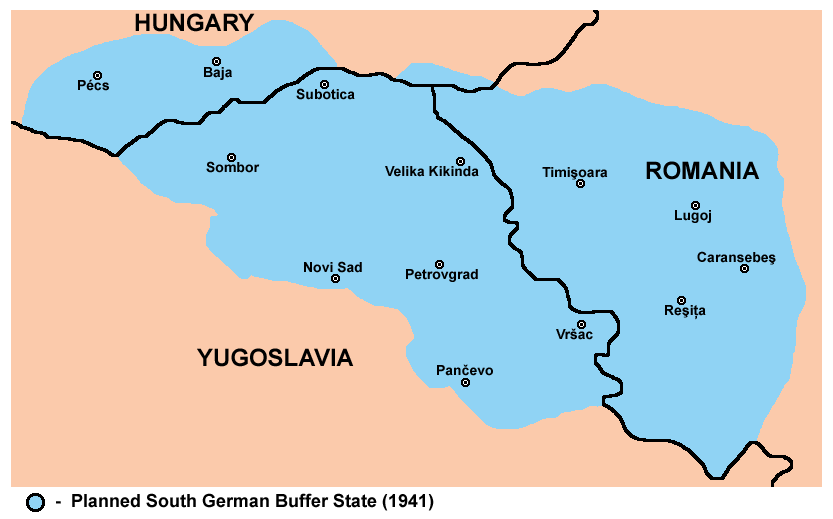
Território previsto de um Prinz-Eugen-Gau

O vale central e superior do Vístula dentro do Governo Geral foi discutido de várias maneiras como tendo que se tornar um único Vandalengau (Gau dos Vândalos) ou 3-5 outros novos Reichsgaue. Uma proposta anterior de 1939 também defendia a criação de um Reichsgau Beskidenland, que se estenderia desde a área a oeste de Cracóvia até o rio San, a leste. Na Iugoslávia ocupada pelo Eixo, Sepp Janko, representante nazista dos interesses da Suábia do Danúbio, pressionou pelo estabelecimento de um Reichsgau Banat ou Prinz-Eugen-Gau, que teria abrangido os territórios iugoslavos de Bačka, Banat, partes da Transilvânia (Siebenbürgen) e Barânia.

### Anexação dos países germânicos
A categorização racial nazista dos grupos étnicos da Europa classificou os europeus do norte, especialmente aqueles intimamente relacionados com os alemães (ele próprio considerado uma nacionalidade única da qual os suíços e os austríacos não eram nada além de identidades sub-regionais, na melhor das hipóteses), como os holandeses, os flamengos, os dinamarqueses, os noruegueses, os suecos e os ingleses como parte de uma raça superior ariana-nórdica (Herrenrasse). Após a integração da Áustria numa Grande Alemanha (Großdeutschland), Hitler decidiu que seguiria a mesma política no futuro para todos os outros países que considerava, em virtude das suas qualificações raciais percebidas, como "pertencentes" ao Reich. Isto significava que os Países Baixos, pelo menos as partes de língua alemã da Suíça, Liechtenstein e os estados escandinavos seriam eventualmente anexados a um Grande Reich Germânico muito maior (Großgermanisches Reich), ao serem divididos em estados e partidos menores, unidades administrativas, como a Dinamarca em um Gau Nordmark, e os Países Baixos em um Gau Westland.
Posteriormente, a própria noção de que estes países alguma vez foram independentes ou separados do resto do Reich seria suprimida indefinidamente. O objetivo exigia a inauguração de um novo período de Gleichschaltung rapidamente aplicada, cujo resultado final seria que, para além dos seus "dialetos linguísticos" locais, estes países se tornariam duplicatas perfeitas da Alemanha Nacional-Socialista em todos os aspectos políticos e sociais.
Além disso, pretendia-se reverter as fronteiras ocidentais da Alemanha com a França para aquelas do Sacro Império Romano-Germânico do final da Idade Média. Uma faixa do leste da França, da foz do Somme ao Lago Genebra (a chamada zona "fechada" ou "proibida" da França ocupada pelos alemães) foi preparada para ser anexada ao Reich alemão como Reichsgau Burgund, com Nancy (Nanzig) como a capital.